# Erin Woodley
Erin S. Woodley (ur. 6 czerwca 1972 w Mississauga) – kanadyjska pływaczka synchroniczna, wicemistrzyni olimpijska.
Startowała na igrzyskach Wspólnoty Narodów w Victorii, gdzie zdobyła złoty medal w konkurencji duetów. W tym samym roku zdobyła dwa tytuły wicemistrzyni świata, w konkurencji duetów oraz drużyn. Była również uczestniczką igrzysk panamerykańskich, w 1991 otrzymała srebro w konkurencji drużyn, natomiast w 1995 zdobyła srebrne medale w konkurencjach duetów i drużyn.
W 1996 uczestniczyła w igrzyskach olimpijskich w Atlancie, gdzie udało się zdobyć razem z innymi koleżankami z kadry srebrny medal (Kanadyjki uzyskały ostatecznie rezultat 98,367 pkt).